# Besalampy
Besalampy è una città e comune del Madagascar situata nel distretto di Besalampy, regione di Melaky. 
La popolazione del comune rilevata nel censimento 2001 era pari a 15 009 unità.